# Bois-Guillaume
Bois-Guillaume ist eine französische Gemeinde mit 14.497 Einwohnern (Stand 1. Januar 2022) im Département Seine-Maritime in der Region Normandie. Sie gehört zum Arrondissement Rouen und ist Mitglied im Gemeindeverband Métropole Rouen Normandie. Das Bureau centralisateur des gleichnamigen Kantons befindet sich in der Gemeinde. Die Bewohner werden Bois-Guillaumais und Bois-Guillaumaises genannt.
Die Gemeinde erhielt 2024 die Auszeichnung „Drei Blumen“, die vom Conseil national des villes et villages fleuris (CNVVF) im Rahmen des jährlichen Wettbewerbs der blumengeschmückten Städte und Dörfer verliehen wird.

## Geografie

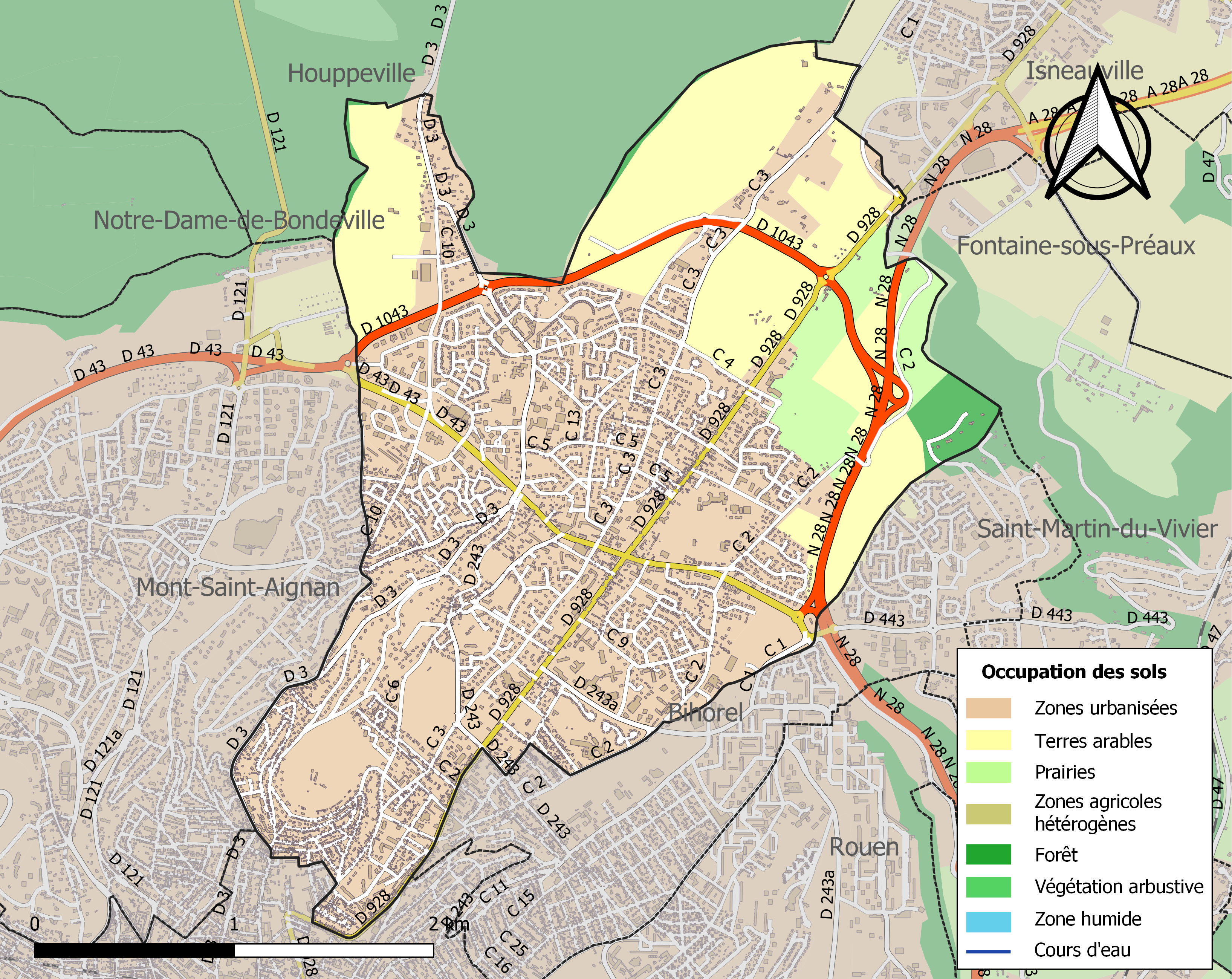
Bodennutzung und Infrastruktur von Bois-Guillaume (2018)

Die Gemeinde liegt im Ballungsraum nördlich von Rouen. Die Bebauung geht dabei nahtlos in die von Rouen, aber auch teilweise in die der Nachbargemeinden Mont-Saint-Aignan und Bihorel über. Das Bürgermeisteramt liegt auf einer Höhe von etwa 160 m. Das Gebiet der Gemeinde weist keine Fließgewässer auf. Das Gelände flacht nach Süden in Richtung Seine-Tal ab bis zu einer minimalen Höhe von 52 m und steigt im Nordwesten bis auf 171 m an.
Teile des Gebiets von Bois-Guillaume gehören zu den ZNIEFF-Naturzonen „La Forêt Verte“ (230000325) und „La vallée du Robec“ (230009237). Rund 65 % der Fläche von Bois-Guillaume sind bebaute Areale, rund 29 % werden landwirtschaftlich, hauptsächlich als Kulturboden genutzt, rund 3 % entfallen auf Industrie-, Gewerbe- und Verkehrsflächen, rund 2 % sind bewaldet, rund 1 % auf künstlich angelegte, nicht landwirtschaftliche Grünflächen.
Nachbargemeinden sind Isneauville im Nordosten, Saint-Martin-du-Vivier im Osten, Bihorel im Südosten, Rouen im Süden, Mont-Saint-Aignan im Westen und Houppeville im Nordwesten.

## Geschichte
Bois-Guillaume, ursprünglich „Boscumguillelmi“, verdankt seinen Namen einem Lustschloss, das an dieser Stelle von der Mutter Wilhelms des Eroberers um das Jahr 1040 erbaut wurde. Seine Ursprünge sind jedoch noch älter, zweifellos gallorömisch, denn es wurde ein Steinpfeil und Bronze- und Goldmünzen aus der gallischen Zeit sowie römische Gold- und Silbermünzen gefunden. Zwei Römerstraßen durchquerten das Gebiet der heutigen Gemeinde, zu den heutigen Städten Dieppe und Amiens führend.
Die Seigneurs von Bois-Guillaume prägten die Geschichte. Zuerst während des Ersten Kreuzzugs im Jahr 1096 und dann im Hundertjährigen Krieg: Matthieu de Bois-Guillaume, Schildknappe, war einer der Gefährten von du Gueslin. Eine Kultstätte existierte bereits im 13. Jahrhundert, wurde jedoch 1415 von den Engländern zerstört, die Bois-Guillaume Guy Le Bouteillier (1419) schenkten, der ihnen Rouen übergeben hatte. Ende des 15. Jahrhunderts wurde an der heutigen Stelle die Pfarrkirche Sainte-Trinité errichtet.
Zu Beginn des 16. Jahrhunderts wurde noch Wein angebaut in Bois-Guillaume, im Jahr 1814 gab es Flaschenglashütten und ein Schloss an einem Ort namens „Les Cinq Bonnets“, das heute verschwunden ist.
Im Jahre 1892 wurde die Gemeinde Bihorel aus dem Gemeindegebiet von Bois-Guillaume als selbstständige Gemeinde herausgelöst.
Der Erlass des Präfekten vom 29. August 2011 legte mit Wirkung zum 1. Januar 2012 die Eingliederung von Bois-Guillaume als Commune déléguée zusammen mit der früheren Gemeinde Bihorel zur Commune nouvelle Bois-Guillaume-Bihorel fest.
Das Verwaltungsgericht in Rouen hat im Juni 2013 den Erlass zur Bildung der Commune nouvelle annulliert. Bois-Guillaume und Bihorel wurden zum 1. Januar 2014 wieder selbstständig.

## Bevölkerungsentwicklung
| Bois-Guillaume: Einwohnerzahlen von 1793 bis 2020                                                                          | Bois-Guillaume: Einwohnerzahlen von 1793 bis 2020 | Bois-Guillaume: Einwohnerzahlen von 1793 bis 2020 | Bois-Guillaume: Einwohnerzahlen von 1793 bis 2020 | Bois-Guillaume: Einwohnerzahlen von 1793 bis 2020 |
| --- | ------------------------------------------------- | ------------------------------------------------- | ------------------------------------------------- | ------------------------------------------------- |
| Jahr |                                                   |                                                   |                                                   | Einwohner                                         |
| 1793 | 1793                                              |                                                   | 1.731                                             | 1.731                                             |
| 1800 | 1800                                              |                                                   | 1.612                                             | 1.612                                             |
| 1806 | 1806                                              |                                                   | 1.838                                             | 1.838                                             |
| 1821 | 1821                                              |                                                   | 1.800                                             | 1.800                                             |
| 1831 | 1831                                              |                                                   | 1.928                                             | 1.928                                             |
| 1836 | 1836                                              |                                                   | 2.048                                             | 2.048                                             |
| 1841 | 1841                                              |                                                   | 2.164                                             | 2.164                                             |
| 1846 | 1846                                              |                                                   | 2.370                                             | 2.370                                             |
| 1851 | 1851                                              |                                                   | 2.465                                             | 2.465                                             |
| 1856 | 1856                                              |                                                   | 2.779                                             | 2.779                                             |
| 1861 | 1861                                              |                                                   | 3.120                                             | 3.120                                             |
| 1866 | 1866                                              |                                                   | 3.578                                             | 3.578                                             |
| 1872 | 1872                                              |                                                   | 4.046                                             | 4.046                                             |
| 1876 | 1876                                              |                                                   | 4.239                                             | 4.239                                             |
| 1881 | 1881                                              |                                                   | 5.021                                             | 5.021                                             |
| 1886 | 1886                                              |                                                   | 5.460                                             | 5.460                                             |
| 1891 | 1891                                              |                                                   | 5.510                                             | 5.510                                             |
| 1896 | 1896                                              |                                                   | 3.455                                             | 3.455                                             |
| 1901 | 1901                                              |                                                   | 3.441                                             | 3.441                                             |
| 1906 | 1906                                              |                                                   | 3.455                                             | 3.455                                             |
| 1911 | 1911                                              |                                                   | 3.632                                             | 3.632                                             |
| 1921 | 1921                                              |                                                   | 3.916                                             | 3.916                                             |
| 1926 | 1926                                              |                                                   | 4.192                                             | 4.192                                             |
| 1931 | 1931                                              |                                                   | 4.729                                             | 4.729                                             |
| 1936 | 1936                                              |                                                   | 5.304                                             | 5.304                                             |
| 1946 | 1946                                              |                                                   | 6.261                                             | 6.261                                             |
| 1954 | 1954                                              |                                                   | 6.887                                             | 6.887                                             |
| 1962 | 1962                                              |                                                   | 7.253                                             | 7.253                                             |
| 1968 | 1968                                              |                                                   | 8.782                                             | 8.782                                             |
| 1975 | 1975                                              |                                                   | 9.590                                             | 9.590                                             |
| 1982 | 1982                                              |                                                   | 9.323                                             | 9.323                                             |
| 1990 | 1990                                              |                                                   | 10.159                                            | 10.159                                            |
| 1999 | 1999                                              |                                                   | 11.968                                            | 11.968                                            |
| 2006 | 2006                                              |                                                   | 13.013                                            | 13.013                                            |
| 2013 | 2013                                              |                                                   | 13.046                                            | 13.046                                            |
| 2020 | 2020                                              |                                                   | 14.378                                            | 14.378                                            |
| Quelle(n): EHESS/Cassini bis 1999, INSEE ab 2006 Anmerkung(en): Ab 1962 offizielle Zahlen ohne Einwohner mit Zweitwohnsitz |                                                   |                                                   |                                                   |                                                   |

## Sehenswürdigkeiten
- Pfarrkirche Sainte-Trinité aus dem Ende des 15. Jahrhunderts, im 19. Jahrhundert umgestaltet
- Neugotische Kapelle Le Carmel, 1893 erbaut
- Pfarrhaus aus dem 18. Jahrhundert
- Bauernhof Le Colombier, seit 1978 in Teilen als Monument historique eingeschrieben
- Herrenhaus Le Colombier aus dem 16. Jahrhundert
- Herrenhaus La Vielle aus dem 17. Jahrhundert
- Wohnhaus Le Mont Fortin aus dem 18. Jahrhundert
- Schloss im Viertel Les Cinq Bonnets aus dem 18. Jahrhundert, nach 1945 umgestaltet

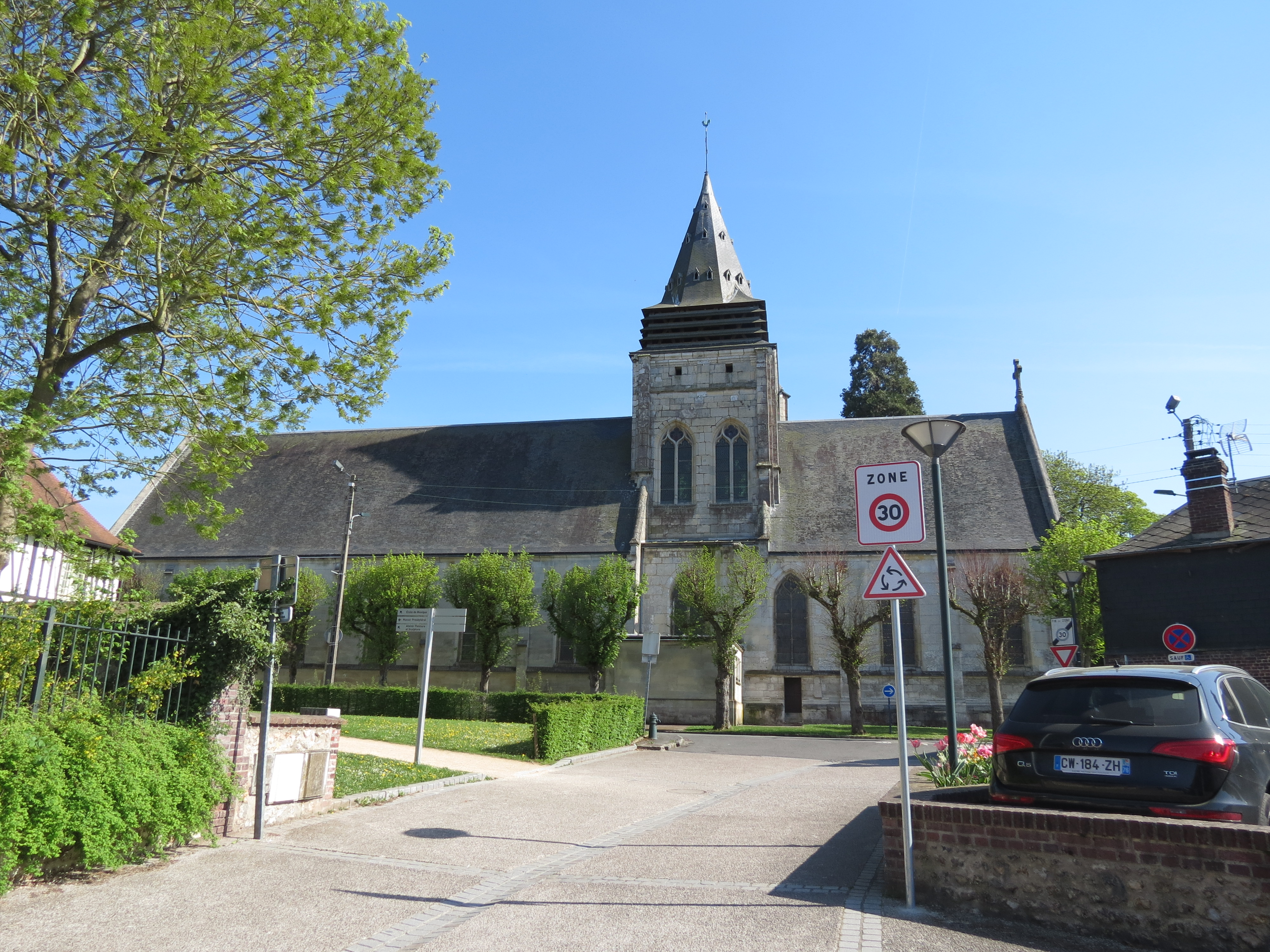
Pfarrkirche Sainte-Trinité
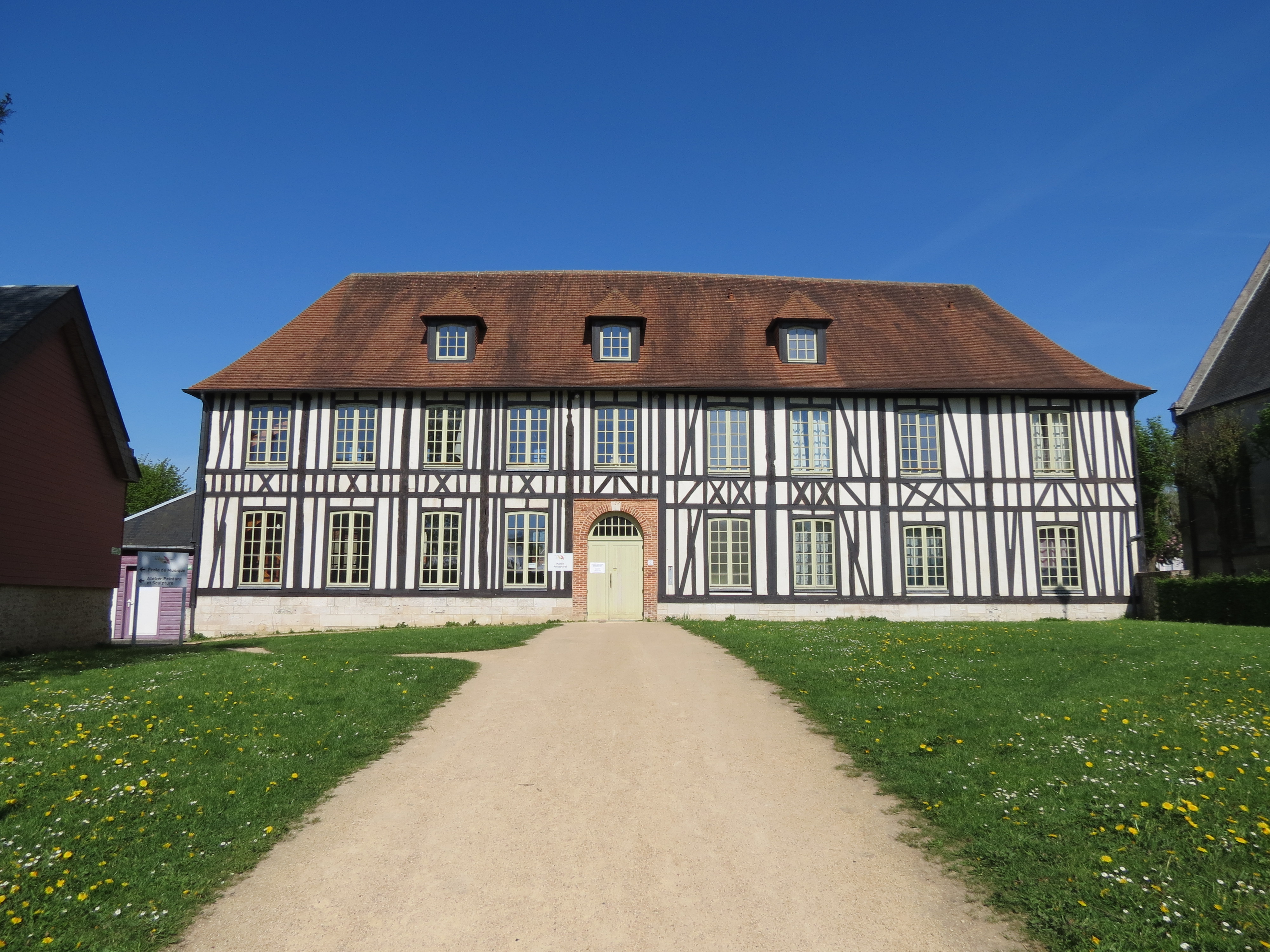
Pfarrhaus

## Bildung
Die Gemeinde verfügt über
- vier öffentliche Vorschulen Écoles maternelles,
- eine private Vor- und Grundschule „Sainte Thérèse d’Avila“ (École primaire),
- drei öffentliche Grundschulen (Écoles élémentaires),
- ein öffentliches Collège „Léonard de Vinci“ und
- ein privates Lycée.[12]

## Wirtschaft
| Bois-Guillaume | Bois-Guillaume | Bois-Guillaume | Département | Département | Département | Metropolitan-Frankreich | Metropolitan-Frankreich | Metropolitan-Frankreich |
| -------------- | -------------- | -------------- | ----------- | ----------- | ----------- | ----------------------- | ----------------------- | ----------------------- |
| Gesamt         | Männer         | Frauen         | Gesamt      | Männer      | Frauen      | Gesamt                  | Männer                  | Frauen                  |
| 75,9 %         | 78,4 %         | 73,6 %         | 73,1 %      | 75,9 %      | 70,3 %      | 74,9 %                  | 77,5 %                  | 72,3 %                  |

Die Beschäftigungsrate der Gemeinde ist höher als die des Départements Seine-Maritime und die von Metropolitan-Frankreich. Im Vergleich zu 2015 stieg die Gesamtquote der Gemeinde um 3,6 %. Die meisten Beschäftigten sind im Dienstleistungs- oder im Informationssektor in privaten Unternehmen oder öffentlichen Einrichtungen beschäftigt. Die meisten Beschäftigten der Bewohner sind Auspendler. 80,5 % arbeiteten 2021 in einer anderen Gemeinde, 0,4 % mehr als in 2015. Dabei benutzten sie zu 74,1 % ein Auto, einen Last- oder Lieferwagen, 13,3 % ein öffentliches Verkehrsmittel.
| Bois-Guillaume | Bois-Guillaume | Bois-Guillaume | Bois-Guillaume | Département | Département | Département | Département | Metropolitan-Frankreich | Metropolitan-Frankreich | Metropolitan-Frankreich | Metropolitan-Frankreich |
| -------------- | -------------- | -------------- | -------------- | ----------- | ----------- | ----------- | ----------- | ----------------------- | ----------------------- | ----------------------- | ----------------------- |
| Gesamt         | 15–24          | 25–54          | 55–64          | Gesamt      | 15–24       | 25–54       | 55–64       | Gesamt                  | 15–24                   | 25–54                   | 55–64                   |
| 8,3 %          | 24,6 %         | 7,3 %          | 5,2 %          | 13,5 %      | 26,5 %      | 11,9 %      | 10,7 %      | 11,7 %                  | 23,2 %                  | 10,5 %                  | 9,8 %                   |

Auch die Arbeitslosenquote zeigt ein positives Bild. Sie ist bis auf den Wert der 15- bis 24-Jährigen niedriger im Vergleich zum gesamten Département und zu Metropolitan-Frankreich. Im Vergleich zu 2015 fiel die Gesamtarbeitslosenquote der Gemeinde um 0,9 %, in der Altersklasse der 15- bis 24-Jährigen um 1,8 %.

## Verkehr
Die autobahnähnlich ausgebaute Route nationale 28, eine Verlängerung der Autoroute A28, durchquert das östliche Gemeindegebiet von Nord nach Süd mit einer Anschlussstelle, an die die Departementsstraße D 43/D 1043 angebunden ist, welche als Umfahrung des Zentrums von Bois-Guillaume dient und nach Notre-Dame-de-Bondeville über Mont-Saint-Aignan im Westen führt. Die Departementsstraße D 928 verläuft herabgestuft auf der alten Trasse der N 28 in nordöstlicher Richtung bis nach Abbeville im Département Somme. In südöstlicher Richtung dient sie als direkte Verbindung zum Zentrum von Rouen.
Bois-Guillaume ist gut in das Netz der öffentlichen Verkehrsmittel von Rouen eingebunden. Busse von insgesamt acht Stadtbuslinien fahren Haltestellen in Bois-Guillaume an. Busse von zwei Linien des Busnetzes Nomad der Region Normandie verbinden die Gemeinde mit Rouen und Neufchâtel-en-Bray.

## Persönlichkeiten
- François Godefroy (1743–1819), Kupferstecher und Grafiker
- Alphonse Thys (1807–1879), in Bois-Guillaume gestorben, Komponist
- François Depeaux (1853–1920), Industrieller, Kunstsammler, Schriftsteller und Mäzen
- Robert Bréard (1894–1973), in Bois-Guillaume geboren, Komponist
- Micheline Ostermeyer (1922–2001), in Bois-Guillaume gestorben, Leichtathletin und Pianistin
- Jean Chapot (1930–1998), in Bois-Guillaume geboren, Filmregisseur, Drehbuchautor und Filmproduzent
- Etienne François (* 1943), in Bois-Guillaume geboren, deutsch-französischer Historiker
- François Hollande (* 1954), Staatspräsident der Französischen Republik, wohnte in Bois-Guillaume als er Kind war

## Städtepartnerschaften
- Vilaplana, Spanien
- Torgiano, Italien
- Wejherowo, Polen
- Uelzen, Deutschland
- Kegworth, Grafschaft Leicestershire, England
- Tikaré, Burkina Faso[17]